# La regola d'oro
La regola d'oro è un film del 2020 diretto da Alessandro Lunardelli.

## Trama
Ettore è un giovane militare dell'esercito italiano che viene sequestrato in Libano in seguito ad un atto di insubordinazione. Recatosi ad Idlib per pagare un riscatto per liberare la fidanzata Jamila, viene fatto prigioniero da un gruppo jihādista. Viene liberato dopo che sono trascorsi mesi e dopo il pagamento di un riscatto per lui soltanto, con Jamila che resta in mano ai rapitori. 
Tornato in patria, si scopre oggetto dell'attenzione dei mass media. Predisposta la sua partecipazione ad un programma televisivo pochi giorni dopo il suo rientro, viene seguito da un autore televisivo, Massimo, che è stato incaricato di prepararne il discorso. Con Massimo, Ettore riesce ad aprirsi e a raccontare la sua esperienza e i momenti più difficili della prigionia. Tuttavia, il trauma vissuto porta Ettore ad avere atteggiamenti inopportuni durante la diretta televisiva e nei giorni che la precedono.
Qualche tempo dopo, Ettore è tornato nell'anonimato; in un incontro con Massimo, questi propone al ragazzo un finale alternativo per la versione romanzata della sua storia con Jamila; si tratterebbe solo di un'illusione, ma capace di arrecare ad Ettore un qualche sollievo.

## Distribuzione
Il film è stato presentato il 5 dicembre 2020 al Festival del cinema di Porretta Terme ed è stato distribuito on demand a partire dal 26 febbraio 2021.